# Diocesi di Melaka-Johor

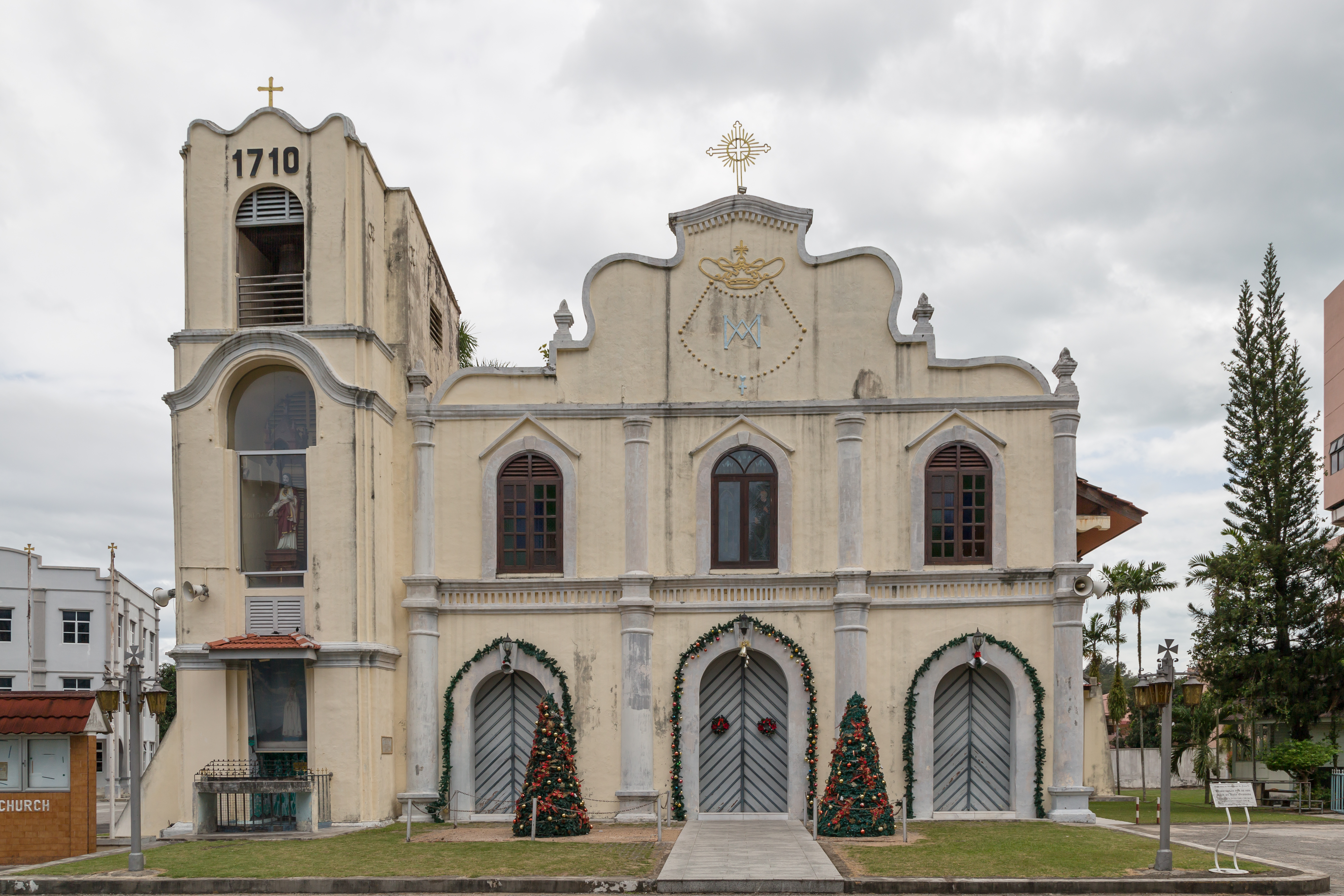
La chiesa di San Pietro a Malacca, costruita dai portoghesi nel 1710.

La diocesi di Melaka-Johor (in latino: Dioecesis Melakana-Giohorana) è una sede della Chiesa cattolica in Malaysia suffraganea dell'arcidiocesi di Kuala Lumpur. Nel 2021 contava 43.128 battezzati su 6.089.320 abitanti. È retta dal vescovo Anthony Bernard Paul.

## Territorio
La diocesi comprende gli stati malesi di Malacca e di Johor.
Sede vescovile è la città di Plentong. A Johor Bahru si trova la cattedrale del Sacro Cuore di Gesù. A Malacca si trova l'ex cattedrale di San Pietro.
Il territorio si estende su 20.886 km² ed è suddiviso in 21 parrocchie

## Storia
La diocesi di Malacca-Johore (in latino: Malacensis-Giohorensis) fu eretta il 18 dicembre 1972 per effetto della bolla Spe certa ducti di papa Paolo VI, che ha sancito la divisione dell'arcidiocesi di Malacca-Singapore, da cui ha tratto origine anche l'arcidiocesi di Singapore.
Nel 1981 ha avuto termine la giurisdizione dei vescovi di Macao sulla chiesa e la parrocchia di San Pietro di Malacca, che era stata sancita dal concordato fra Santa Sede e Portogallo del 1886.
Il 27 maggio 1985 la diocesi ha assunto il nome attuale.

## Cronotassi dei vescovi
Si omettono i periodi di sede vacante non superiori ai 2 anni o non storicamente accertati.
- James Chan Soon Cheong † (18 dicembre 1972 - 10 dicembre 2001 ritirato)
- Paul Tan Chee Ing, S.I. (13 febbraio 2003 - 19 novembre 2015 ritirato)
- Anthony Bernard Paul, dal 19 novembre 2015

## Statistiche
La diocesi nel 2021 su una popolazione di 6.089.320 persone contava 43.128 battezzati, corrispondenti allo 0,7% del totale.
| anno | popolazione | popolazione | popolazione | presbiteri | presbiteri | presbiteri | presbiteri                | diaconi | religiosi | religiosi | parrocchie |
| anno | battezzati  | totale      | %           | numero     | secolari   | regolari   | battezzati per presbitero | diaconi | uomini    | donne     | parrocchie |
| ---- | ----------- | ----------- | ----------- | ---------- | ---------- | ---------- | ------------------------- | ------- | --------- | --------- | ---------- |
| 1980 | 30.197      | 2.017.891   | 1,5         | 31         | 30         | 1          | 974                       |         | 9         | 53        | 13         |
| 1990 | 35.000      | 2.036.000   | 1,7         | 33         | 29         | 4          | 1.060                     | 1       | 9         | 53        | 17         |
| 1999 | 33.058      | 3.061.305   | 1,1         | 34         | 29         | 5          | 972                       |         | 12        | 36        | 20         |
| 2000 | 35.485      | 3.063.732   | 1,2         | 41         | 31         | 10         | 865                       |         | 16        | 39        | 21         |
| 2001 | 36.271      | 3.198.071   | 1,1         | 38         | 33         | 5          | 954                       |         | 14        | 57        | 21         |
| 2002 | 36.641      | 3.236.641   | 1,1         | 39         | 30         | 9          | 939                       |         | 16        | 42        | 21         |
| 2003 | 37.500      | 3.375.000   | 1,1         | 40         | 30         | 10         | 937                       |         | 19        | 52        | 21         |
| 2004 | 38.504      | 3.242.500   | 1,2         | 36         | 27         | 9          | 1.069                     |         | 16        | 42        | 21         |
| 2013 | 38.970      | 3.643.000   | 1,1         | 37         | 31         | 6          | 1.053                     | 9       | 11        | 44        | 47         |
| 2016 | 40.208      | 5.724.000   | 0,7         | 39         | 29         | 10         | 1.030                     | 10      | 16        | 37        | 55         |
| 2019 | 42.134      | 5.978.000   | 0,7         | 48         | 35         | 13         | 877                       | 10      | 18        | 36        | 21         |
| 2021 | 43.128      | 6.089.320   | 0,7         | 36         | 27         | 9          | 1.198                     | 9       | 15        | 50        | 21         |